# روبان زرد

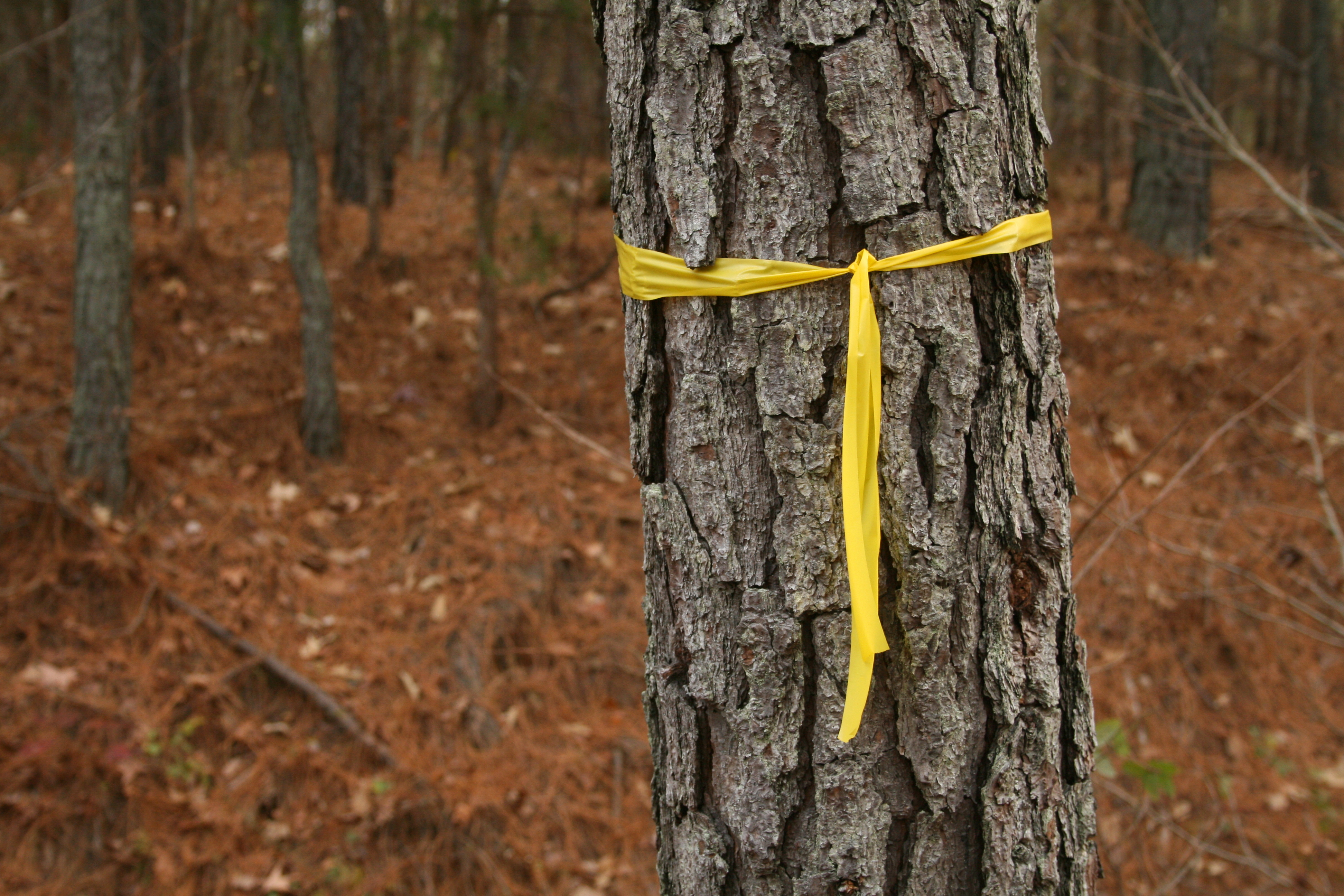
نمونه از ربان زرد که به دور درختی پیچیده شده

روبان زرد کاربردهای نمادین مختلف دارد. می‌توان آن را روی لباس یا یک وسیله نقلیه وصل کرد یا دور یک درخت پیچید.

## تاریخچه و ریشه‌شناسی

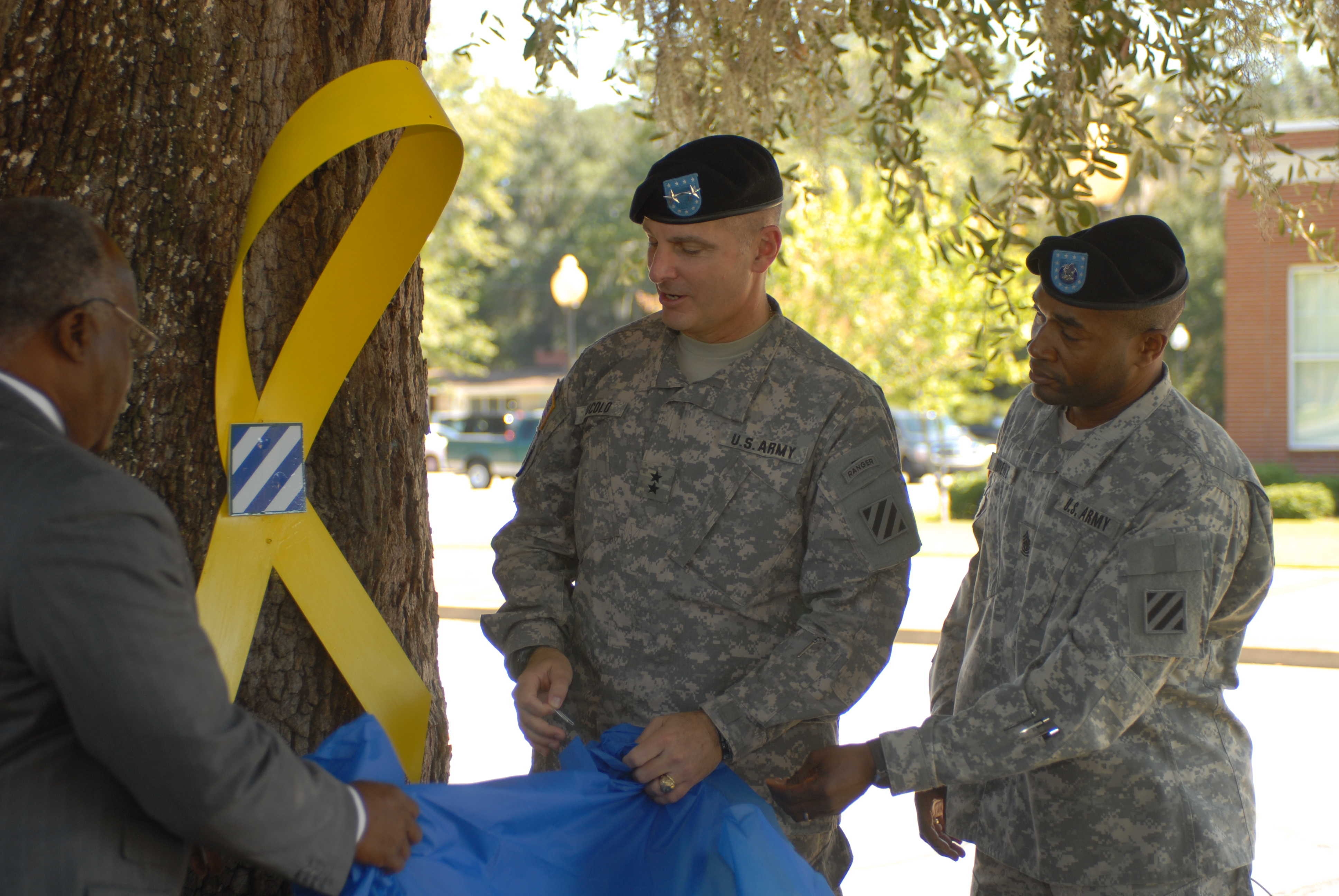
نمونه از ربان زرد که توسط ارتش آمریکا به دور درختی پیچیده شده

### اوایل پیوریتن
ترانه/شعر "او یک روبان زرد بست"برای حداقل چهار قرن به اشکال مختلف دیده شده‌است. همگی آنها بر اساس یک موضوع کلی هستند: یک زن که در حال آزموده شدن است، منتظر بازگشت معشوق است. آیا زن به معشوقش وفادار خواهد ماند؟ این سؤال جواب داده نشده‌ای است که اساس داستانی مهیج است.
به نظر می‌رسد که این آهنگ اولین بار از اروپا توسط مهاجران انگلیسی به آمریکا آورده شده. به احتمال زیاد منشأ روبان زرد به میراث پیوریتن برمی گردد. در طول جنگ‌های داخلی انگلیسی ارتش پیوریتن پارلمان انگلیس روبان و کمربندهای زرد را در میدان جنگ بر روی لباس‌های خود می‌پوشیدند. 

## کاربرد در کشورهای مختلف

### اسپانیا

#### جنگ جانشینی
اولین مرجع شناخته شده استفاده از روبان زرد در کاتالونیا، در ۱۷۰۴ با اشاره به برد کاتالونیا است. فرانسیسکو آنتونیو فرناندز د ولاسکو و توبار، نایب السلطنه ملگار استفاده حزبی روبان زرد در طول جنگ جانشینی اسپانیا را ممنوع کرد تا جلوی تبلیغات جانبدارانه «که در خانواده‌ها اختلاف ایجاد می‌کند» را بگیرد.

#### پس از ۲۰۱۷
در کاتالونیا از اواخر اکتبر ۲۰۱۷ روبان زرد برای ابراز همبستگی با رهبران دو سازمان جدایی طلب، ANC و Òmnium Cultural (Jordi Sànchez و Jordi Cuixart) استفاده می‌شود. این دو رهبر توسط مقامات قضایی اسپانیا در طی عملیات آنوبیس به اتهام شورش و فتنه دستگیرشده‌اند.
در ماه نوامبر سال ۲۰۱۷، معنای روبان زرد گسترش داده شد و شامل همبستگی با اعضای دولت منطقه ای کاتالونیا و رئیس مجلس کاتالونیا شد. این افراد توسط دادگاه عالی عدالت به اتهام سازمان دهی یک همه‌پرسی برای استقلال کاتالونیا دستگیرشده‌اند.
روبان زرد برای نشان دادن حمایت از رهبران کاتالان که در تبعید خود خواسته هستند از جمله رئیس دولت منطقه ای کاتالونیا، کارلس پوجدمون و چهار تن از وزیران او نیر استفاده می‌شود. این افراد به منظور جلوگیری از دستگیر شدنشان و پیدا کردن کمک و پشتیبانی بیشتر از طرف اتحادیه اروپا به بلژیک و اسکاتلند فرار کرده‌اند؛ از جمله این افراد مارتا روویرا (رهبر ERC) و آنا گابریل (رهبر CUP) هستند که به سوئیس فرار کرداند.
بیش از ۵۳٪ کاتالان‌ها اعتقاد دارند که رهبرانشان زندانی سیاسی هستند و بیش از ۸۰٪ آنها مخالف زندانی شدن آنها هستند. از طرفی دیگر بعضی از احزاب اسپانیایی آنها را کودتاگر می‌دانند.
بازیکن و مربی سابق FC Barcelona و مدیر کنونی منچستر سیتی، پپ گواردیولا یکی از شناخته شده‌ترین افرادی است که روبان زرد به لباس خود می‌زند.
برخی اوقات از روبان زرد برای نشان دادن حمایت از سایر چهره‌های شناخته شده جنبش استقلال کاتالونیا می‌شود که دچار عواقب قانونی فعالیت‌هایشان شده‌اند. این افراد شامل تامارا کاراسکو و آدریا کاراسکو و دیگر اعضای کمیته دفاع از جمهوری می‌شود.